# Schimmelmann

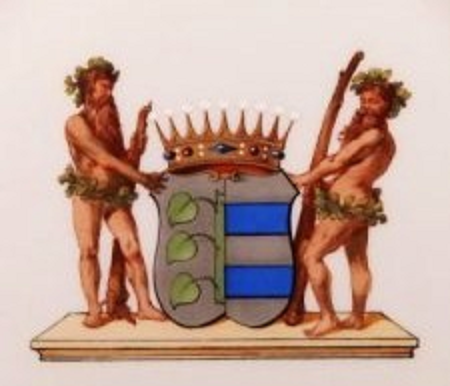
Wappen der Grafen Schimmelmann

Die Familie Schimmelmann war eine deutsche bürgerliche Familie, die ihren Ursprung in der Stadt Bützow in Mecklenburg hatte. Von dort zog sie über Pommern nach Dänemark, wo sie im 18. Jahrhundert in den Adelsstand erhoben wurde. Mitglieder der Familie leben heute in Dänemark, Deutschland, und den USA.

## Geschichte

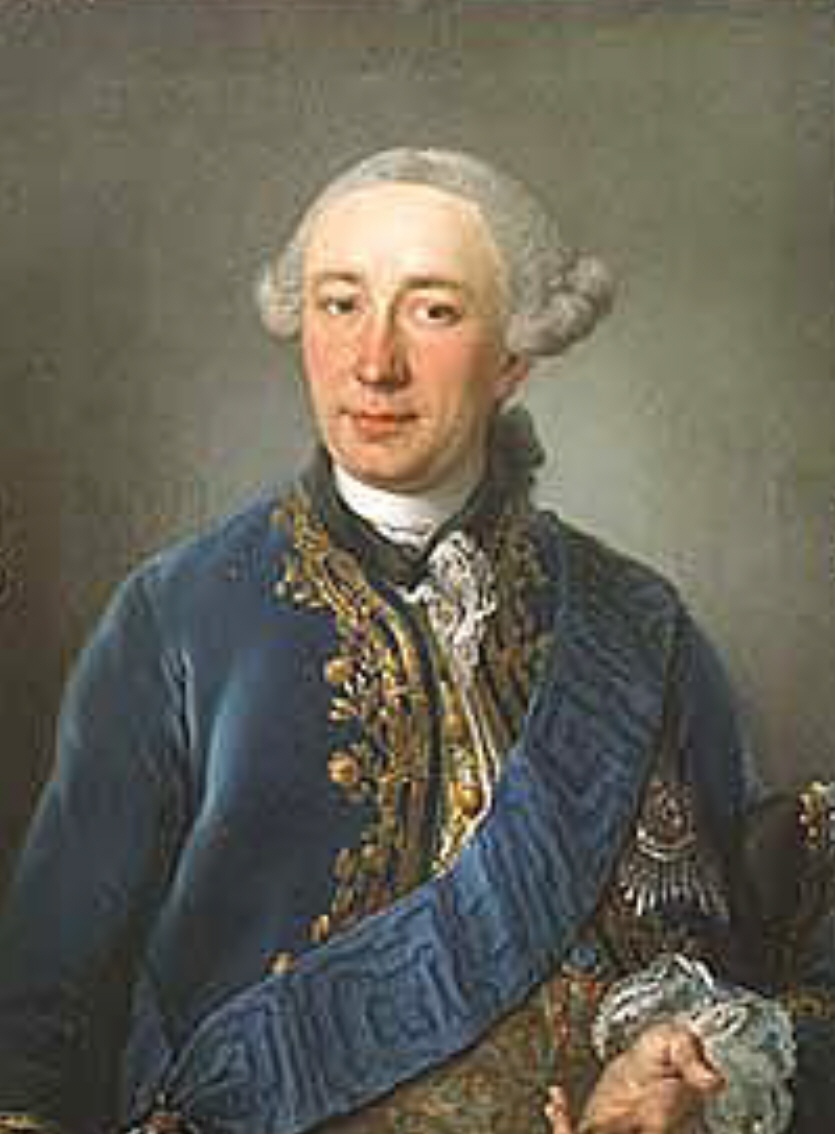
Heinrich Carl Schimmelmann, Graf zu Lindenborg, Herr auf Ahrensburg und Wandsbek (1724–1782), Kaufmann, Getreidelieferant des preußischen Heeres, Reeder, Plantagenbesitzer in Dänisch-Westindien, Sklavenhändler

Die Stammväter der Schimmelmanns waren laut Bürgerliste schon vor 1559 in Bützow ansässig. Die Stammreihe des späteren Adelsgeschlechts beginnt in der ersten Hälfte des 17. Jahrhunderts mit dem in Bützow geborenen Niklaus Schimmelmann, der 1632 in Rostock das Bürgerrecht erhielt. Die Schimmelmanns wurden eine wohlhabende Rostocker Kaufmannsfamilie, die aber in der dritten Generation mit Johann (II.) in der männlichen Linie ausstarb. Dessen Bruder Dietrich Jakob Schimmelmann siedelte sich Anfang des 18. Jahrhunderts in Demmin in Vorpommern an.
Von Dietrich Jakob leiten sich eine preußische freiherrliche Linie sowie die dänisch-holsteinische freiherrliche und gräfliche Linie ab. Sein dritter Sohn Heinrich Carl Schimmelmann machte als preußischer Getreidelieferant im Siebenjährigen Krieg beträchtliche Gewinne. Mit dem Verkauf der von den Preußen in Sachsen konfiszierten Lagerbestände an Meißner Porzellan in Hamburg und durch Münzgeschäfte verdiente er ein Vermögen. Er erwarb 1759 das Gut Ahrensburg in Holstein, knüpfte wirtschaftliche Kontakte nach Dänemark und trat 1761 in dänische Dienste. Im Jahr 1762 erwarb er Schloss Lindenborg bei Aalborg in Nordjütland. Im gleichen Jahr wurde er in den dänischen Freiherrnstand erhoben und am 22. Februar 1762 in die Schleswig-Holsteinische Ritterschaft aufgenommen. Vom dänischen Staat, der in den 1760er Jahren in einer Wirtschafts- und Handelskrise steckte, erwarb er 1763 günstig mehrere Zuckerrohrplantagen in Dänisch-Westindien (heute die Amerikanischen Jungferninseln in der Karibik). Damit kam er in den Besitz von etwa 400 bis 500 Sklaven, deren Zahl er in den folgenden zwanzig Jahren auf rund 1000 erhöhen ließ. Bald darauf beteiligte er sich am atlantischen Dreieckshandel und wurde zum größten Sklavenhändler Dänemarks. Der Sklavenhandel erreichte während des Amerikanischen Unabhängigkeitskrieges (1775–1783) seinen Höhepunkt.
In Ahrensburg ließ er 1771 ein Familienfideikommiss einrichten. Als königlich dänischer Schatzmeister wurde er 1779 in den Grafenstand erhoben. Die Lehnsgrafschaft Lindenborg wurde am 18. Juni 1781 errichtet und bestand bis zu ihrer Aufhebung 1922.
Nach Heinrich Carls Tod 1782 übernahm sein Sohn Ernst Heinrich (1747–1831) Güter und Geschäfte. Er war von 1784 bis 1814 dänischer Finanz- und Handelsminister. Der Sklavenhandel Dänemarks verringerte sich seit dem Zweiten Vertrag von Paris aufgrund der übermächtigen englischen Konkurrenz bis zur Bedeutungslosigkeit. Schließlich erließ Ernst Heinrich von Schimmelmann 1792 ein Sklavenhandelsverbot.
Nach dem Tod seines Nachfahren Carl Heinrich Lehnsgraf von Schimmelmann 1978 wurde Schloss Lindenborg in den Besitz des Schimmelmannske Fond überführt.

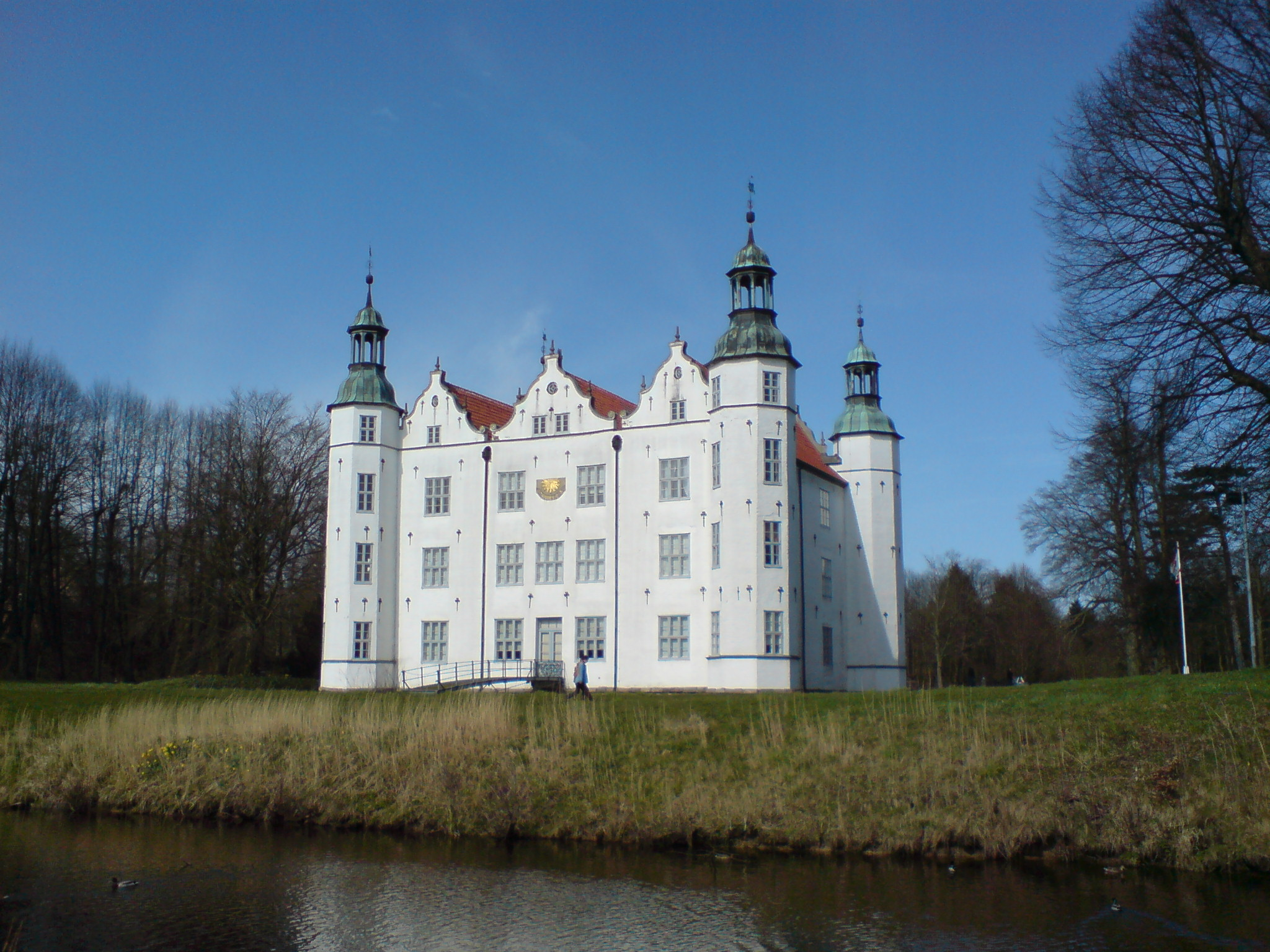
Schloss Ahrensburg bei Hamburg (1759–1938 im Besitz der Familie)
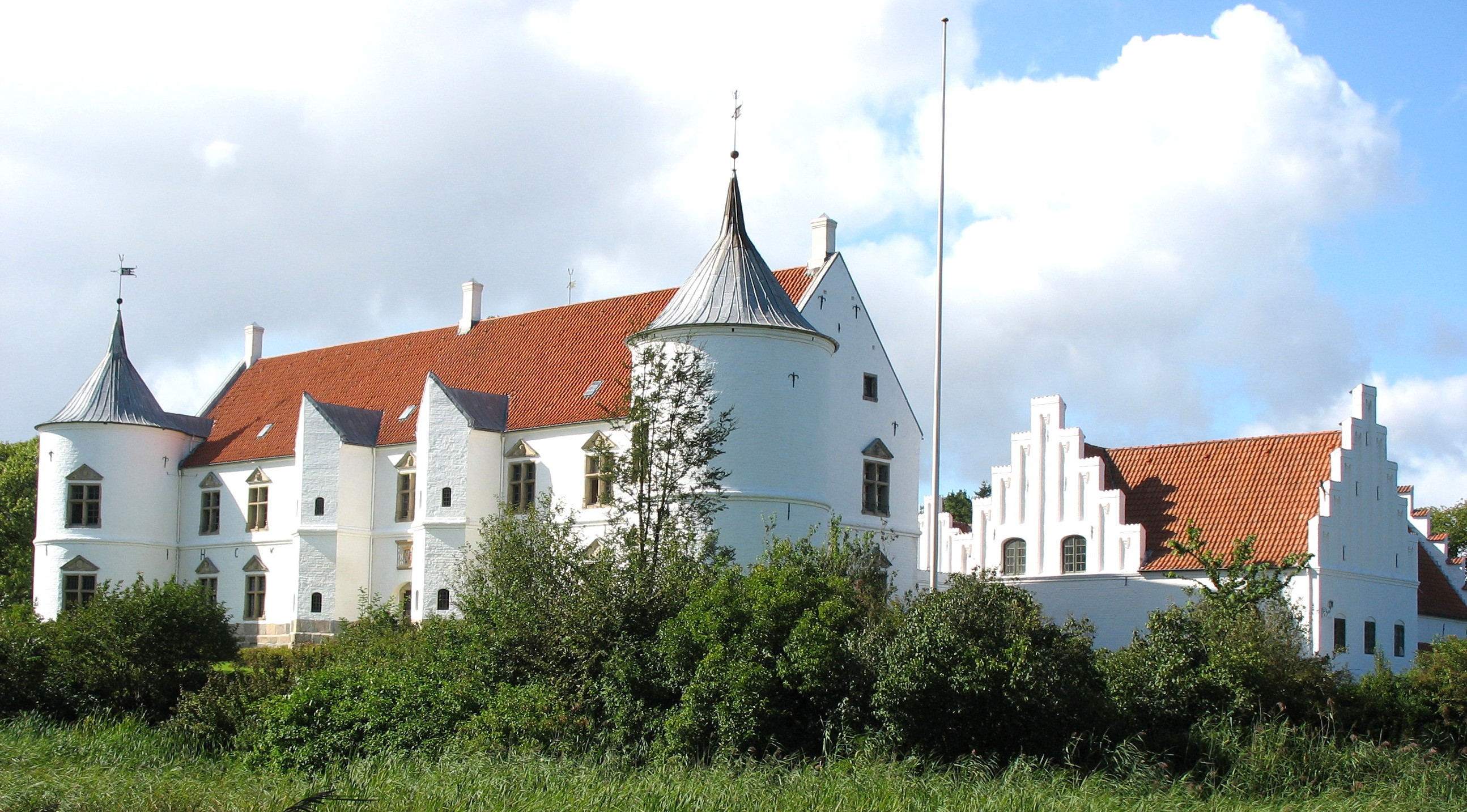
Schloss Lindenborg, Nordjütland (seit 1762 im Besitz)
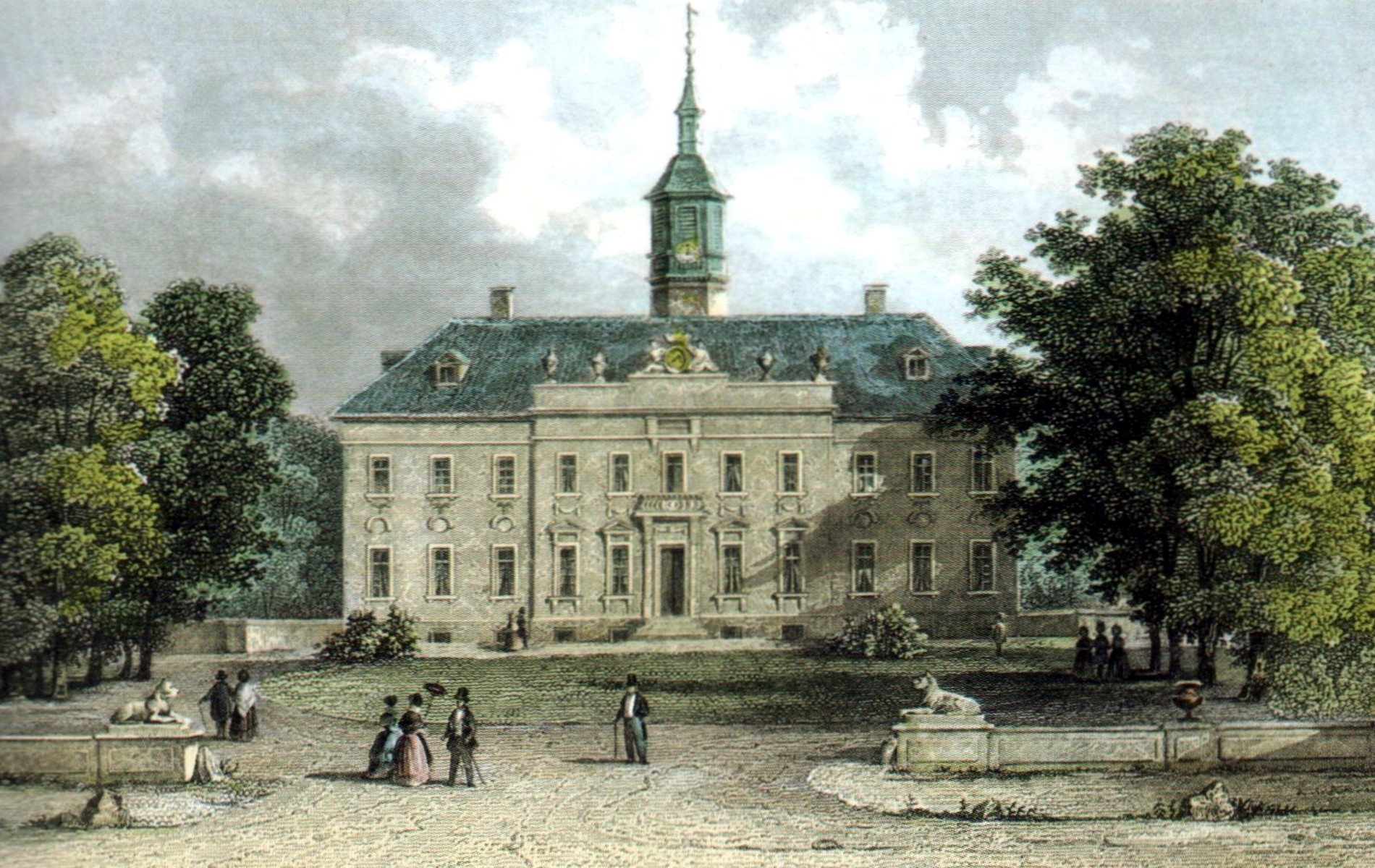
Das Wandsbeker Schloss (1762–1857 im Besitz)
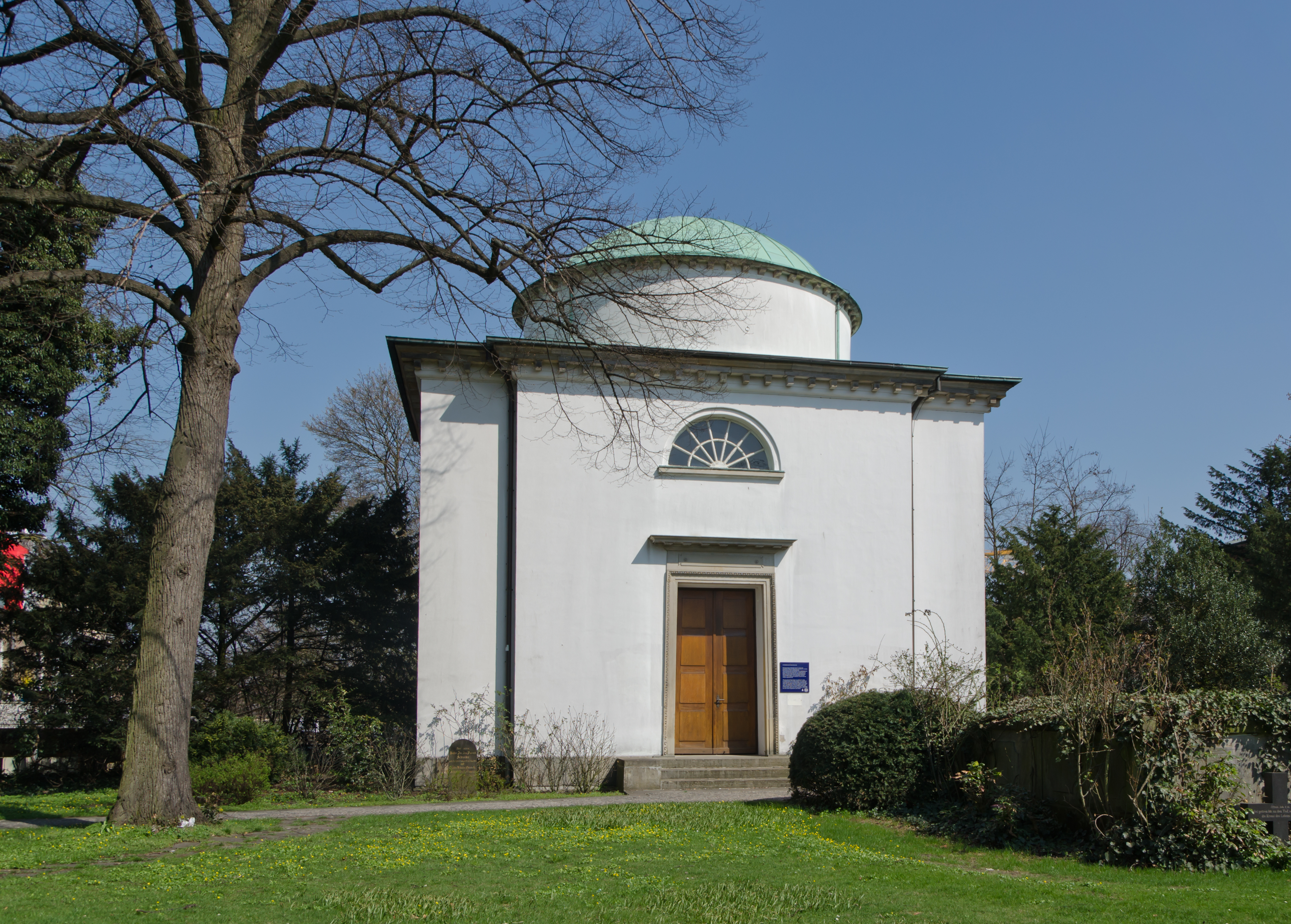
Schimmelmann-Mausoleum, Hamburg

Mit Heinrich Ludwig von Schimmelmann wurde 1780 ein Sohn von Heinrich Carls älterem Bruder Jacob Schimmelmann in den dänischen Adelsstand erhoben. Heinrich Ludwig verwaltete die Plantagen seines Onkels und wurde 1785–89 Generalgouverneur von Dänisch-Westindien. Ein Teil der Nachkommen Heinrich Ludwigs wurde später in den preußischen Freiherrenstand erhoben.

## Adelserhebungen
- für Heinrich Carl von Schimmelmann:
  - 16. April 1762: dänischer Adelsstand als Lehnsbaron af Lindenborg
  - 28. April 1779: dänischer Lehnsgrafenstand mit Recht zur Wappenvermehrung
- 1780: dänischer Adelsstand für Heinrich Ludwig von Schimmelmann
- 1885: preußischer Freiherrenstand für einen Teil der Nachkommen von Ernst Karl Heinrich von Schimmelmann; für die Söhne des Adolf von Schimmelmann (1812–1880), und seiner Frau Friedricke von der Lancken-Wakenitz (1817–1892)
- 1904: preußischer Freiherrenstand für Gustav von Schimmelmann (1816–1873), Generalleutnant und Kommandant von Magdeburg (Bruder o. g. Adolf von Schimmelmann)

## Wappen

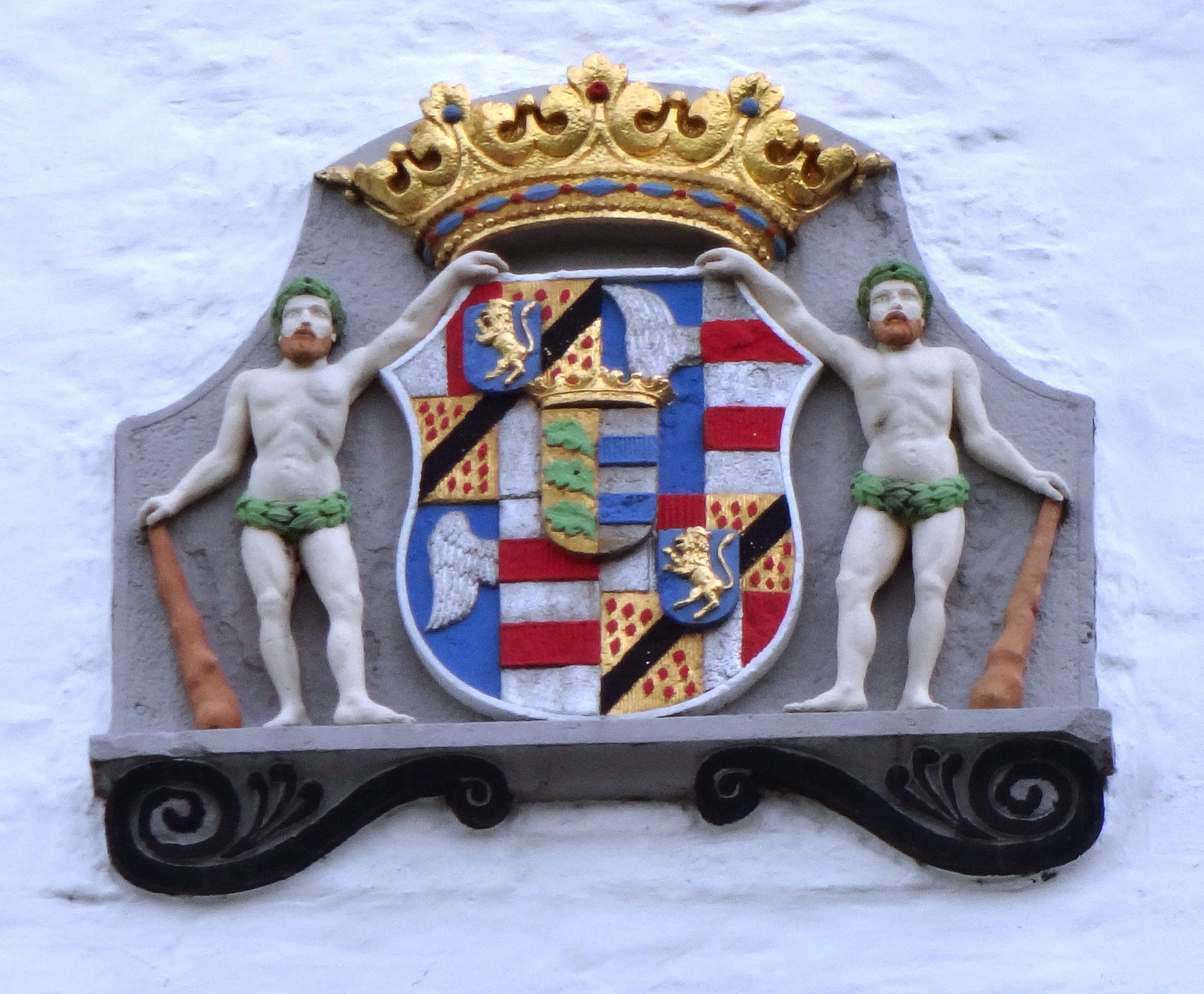
Wappen an Schloss Ahrensburg, für die von Graf Heinrich Carl von Schimmelmann abstammenden Grafen von Schimmelmann, Grafen zu Lindenborg, Herren auf Ahrensburg und Wandsbek

Das kleinere Wappen zeigt im gespaltenen Schild rechts in Gold einen aufrechten grünen Zweig mit drei rechts gerichteten, übereinander stehenden grünen Lindenblättern, links in Silber zwei blaue Balken (Lindenborg). Der Schild ist von einer Laubkrone (oder neunzackigen Grafenkrone) bekrönt. Als Schildhalter zwei um Haupt und Lenden grün bekränzte wilde Männer. Das Ganze auf einem grünen Rasenstück (oder goldenem Podest).
Das größere, vermehrte Wappen ist geviert und belegt mit einem mit einer alten, fünfblättrigen Reichsgrafenkrone gekrönten gespaltenen Herzschild, darin rechts in Gold ein aus der Teilungslinie hervorragender grüner Zweig mit drei quer übereinander stehenden grünen Lindenblättern (manchmal irrtümlich als Eichenblätter dargestellt), links in Silber zwei blaue Balken (Grafschaft Lindenborg). Feld 1 und 4 geviert mit blauem Herzschild, darin ein gekrönter Löwe (Penik), Feld a und d von Silber und Rot gespalten (Rantzau), Feld b und c in Gold ein blauer Schrägbalken beiderseits begleitet von je sechs (3, 2, 1) silbernen Rauten (Burggrafschaft Leißnig). Feld 2 und 3 gespalten: rechts in Blau ein aus der Teilungslinie hervorgehender Adlerflügel, links in Silber zwei rote Balken (Ahlefeldt). Auf dem Schild die alte fünfblättrige Grafenkrone oder ein Helm mit rechts grün-goldenen, links blau-silbernen Decken sieben natürliche Pfauenfedern. Als Schildhalter zwei um Haupt und Lenden grün bekränzte wilde Männer, mit der rechten bzw. linken sich auf eine Keule stützend.

## Stammfolge (Auszug)

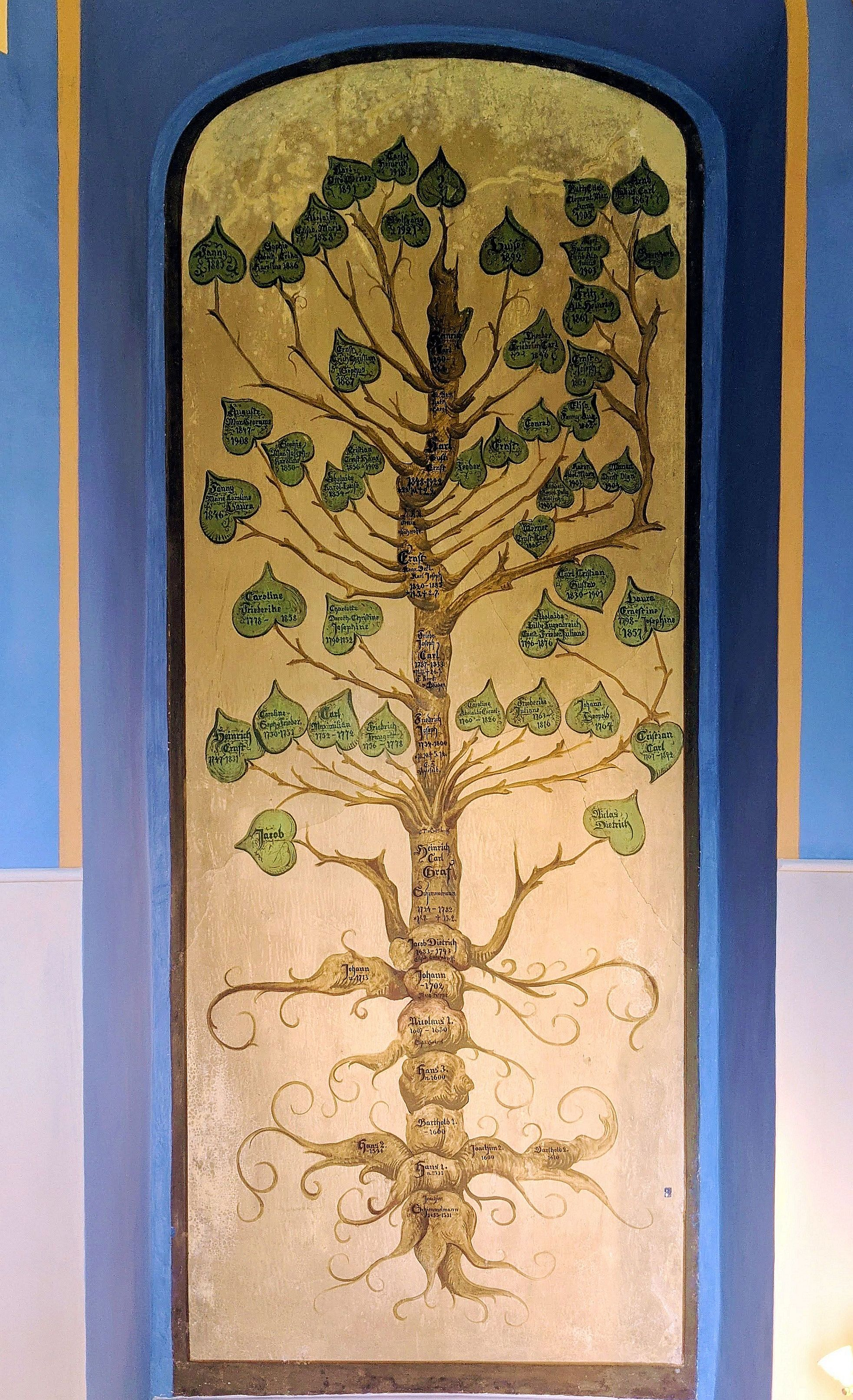
Familien-Stammbaum im Ahrensburger Schloss

- Niklaus Schimmelmann (* um 1604 in Bützow; † 1680 in Rostock), Kirchenvorsteher der Rostocker Marienkirche von 1660 bis 1679
  - Johann (I.) Schimmelmann (* 1650 in Rostock; † 1702 ebenda), Kaufmann, Ratsherr ab 1699.
    - Johann (II.) Schimmelmann (*/† in Rostock)
    - Dietrich Jakob Schimmelmann (* 1683 in Rostock; † 1743 in Demmin), Kaufmann, Ratsherr
      - Jacob Schimmelmann (1712–1778), lutherischer Theologe, Übersetzer der Edda
        - Karl Dietrich Schimmelmann (* 1742 in Groß Luckow; † ?) Justizrat, dänischer Agent in Hamburg
        - Caroline Adelheid Cornelia von Baudissin (1759–1826), deutsche Schriftstellerin
        - Friederike Juliane Gräfin von Reventlow (1762–1816), Salonnière
        - Heinrich Ludwig von Schimmelmann (1743–1793), Generalgouverneur von Dänisch-Westindien
          - Ernst Karl Heinrich von Schimmelmann (* 1781; † 1866 in Letzlingen), preußischer Oberforstmeister
            - Adelheid Anna Franziska Mathilde von Schimmelmann (1811–1878) ⚭ Albrecht Ludwig Joachim Friedrich von Levetzow (1809–1889), Verwaltungsjurist
            - Gustav von Schimmelmann (1816–1873), preußischer Generalleutnant

      - Nikolaus Dietrich Schimmelmann (* 1716 in Demmin; † 1796 ebenda), Ratsherr in Demmin
      - Heinrich Carl von Schimmelmann (1724–1782), 1. Lehnsgraf auf Lindenborg, Erbherr auf Wandsbeck und Ahrensburg
        - Graf Ernst Heinrich von Schimmelmann (1747–1831), dänischer Finanz- und AußenministerErnst Heinrich von Schimmelmann (1747–1831), dänischer Finanz- und Außenminister; ⚭ II. Charlotte von Schimmelmann (1757–1816), dänische Salonnière
        - Friedrich Josef von Schimmelmann (* 1754 in Dresden; † 1800 in Ahrensburg), königlich dänischer Kammerherr, Hofjägermeister
          - Joseph Friedrich Carl von Schimmelmann (* 1787; † 1833 in Ahrensburg), königlich dänischer Kammerherr, Hofjägermeister
            - Ernst Conrad Detlev Carl Joseph von Schimmelmann (1820–1885), königlich preußischer Wirklicher Geheimrat, Mitglied des Preußischen Herrenhauses
              - Adeline von Schimmelmann (1854–1913), Gründerin der ersten Seemannsmission
              - Carl Gustav Ernst von Schimmelmann (* 1848 in Dresden; † 1922 in Lindenborg), königlich preußischer Kammerherr, Mitglied des Preußischen Herrenhauses
                - Heinrich Carl von Schimmelmann (* 1890; † 1971), auf Lindenborg, Nutznießer d. Successionsfonds d. Schimmelmann`schen Familienfideikommiss
                - Carl Heinrich von Schimmelmann (* 1938 †; 1978), letzter Lehnsgraf auf Lindenborg
                - Hans Ove von Schimmelmann (1941)
                - Elisabeth von Schimmelmann (1943)

            - Karl Christian Gustav von Schimmelmann (1830–1901); ⚭ Elise Starke-Promnitz (1836–1920); Mitbes. d. gfl. Blücher-Altonaschen Familienfideikommiss
              - Ernst Joseph Graf von Schimmelmann (1859–1931), deutscher Generalleutnant, zeitweilig Gutsherr auf Schloss Promnitz (Sachsen)[4]
              - Fritz von Schimmelmann (1861–1943), kgl. säschs. Kammerherr, Oberstleutnant, RR Johanniterorden
              - Arndt von Schimmelmann (1867–1930), kgl. sächs. Major
                - Karl-Hubertus von Schimmelmann (1903–1945), Kaufmann, SS-Adjutant- und Offizier[5].[6]
                - Ruth von Schimmelmann (1905); ⚭ Heino von der Wense (1905–1943), Dr. phil., sächs. Staats-Forstmeister, Major

## Weitere Namensträger
- Malte von Schimmelmann (1859–1916), deutscher Vizeadmiral der Kaiserlichen Marine
- Wulf von Schimmelmann (* 1947), stammt von Jacob Schimmelmann ab.[1], Manager
- Bettina Freifrau von Schimmelmann (* 1974), deutsch-schweizerische Fernsehmoderatorin

## Weitere Literatur
- Franz Müller: Beiträge zur Kulturgeschichte der Stadt Demmin. W. Gesellius, Demmin 1902, S. 13 f.
- Versteigerung im Schloß Ahrensburg bei Hamburg im Auftrage des Herrn Grafen C. O. v. Schimmelmann. Ahrensburg, Druck Gebrüder Rülf, Berlin 1927. (Digitalisat)
- Angela Behrens: Das Adlige Gut Ahrensburg 1715–1867. Wachholtz, Neumünster 2006. ISBN 978-3-529-07128-7.

## Sekundärliteratur
- Carl Tobias Jetzke: Trauer- und Trostschriften an Ihro Excellenz den Herrn Heinrich Carl von Schimmelmann Freyherrn von Lindenburg. Leichenpredigt für Carl Maximilian von Schimmelmann. Halle 1772. ('Digitalisat)